# Montardon
Montardon är en kommun i departementet Pyrénées-Atlantiques i regionen Nouvelle-Aquitaine i sydvästra Frankrike. Kommunen ligger i kantonen Morlaàs som tillhör arrondissementet Pau. År 2022 hade Montardon 2 420 invånare.

## Befolkningsutveckling
Antalet invånare i kommunen Montardon
| Referens: INSEE |